# Arthur Ashe
Arthur Robert Ashe, Jr. (Richmond, Virgínia, 10 de juliol de 1943 − Nova York, 6 de febrer de 1993) fou un jugador afroamericà de tennis dels Estats Units. Morí víctima de la SIDA i és recordat pels seus esforços en accions socials relacionats amb aquesta malaltia.
Durant la dècada dels anys 70 destacà per ser el primer tennista afromericà a guanyar un títol de Grand Slam, concretament en va guanyar tres (Wimbledon, US Open, i Open d'Austràlia), i també fou el primer afroamericà en formar part de l'equip estatunidenc de Copa Davis. Se'l va considerar el millor tennista de l'any 1968 però encara no es computava el rànquing oficialment, però posteriorment va arribar a la segona posició.
A principis dels anys 80 va contraure el VIH per una transfusió de sang durant una operació de cor. Anuncià públicament la malaltia a l'abril de 1992 i inicià diverses campanyes per educar sobre el VIH i el SIDA, que el portaren a fundar la "Arthur Ashe Foundation".
El 20 de juny de 1993 fou guardonat de forma pòstuma amb la Medalla Presidencial de la Llibertat pel President dels Estats Units d'aquella legislatura, Bill Clinton.

## Torneig de Grand Slam

### Individual: 7 (3−4)
| Resultat  | Núm. | Any  | Torneig                  | Oponent en la final | Marcador                   |
| --------- | ---- | ---- | ------------------------ | ------------------- | -------------------------- |
| Finalista | 1.   | 1966 | Australian Championships | Roy Emerson         | 4−6, 8−6, 2−6, 3−6         |
| Finalista | 2.   | 1967 | Australian Championships | Roy Emerson         | 4−6, 1−6, 4−6              |
| Guanyador | 1.   | 1968 | US Open                  | Tom Okker           | 14−12, 5−7, 6−3, 3−6, 6−3  |
| Guanyador | 2.   | 1970 | Australian Open          | Dick Crealy         | 6−4, 9−7, 6−2              |
| Finalista | 3.   | 1971 | Australian Open          | Ken Rosewall        | 1−6, 5−7, 3−6              |
| Finalista | 4.   | 1972 | US Open                  | Ilie Năstase        | 6−3, 3−6, 7−6(1), 4−6, 3−6 |
| Guanyador | 3.   | 1975 | Wimbledon                | Jimmy Connors       | 6−1, 6−1, 5−7, 6−4         |

### Dobles: 5 (2−3)
| Resultat  | Núm. | Any          | Torneig          | Parella          | Oponents en la final             | Marcador                 |
| --------- | ---- | ------------ | ---------------- | ---------------- | -------------------------------- | ------------------------ |
| Finalista | 1.   | 1968         | US Open          | Andrés Gimeno    | Bob Lutz Stan Smith              | 11−9, 6−1, 7−5           |
| Finalista | 2.   | 1970         | Roland Garros    | Charlie Pasarell | Ilie Năstase Ion Țiriac          | 6−2, 6−4, 6−3            |
| Guanyador | 1.   | 1971         | Roland Garros    | Marty Riessen    | Tom Gorman Stan Smith            | 6−8, 4−6, 6−3, 6−4, 11−9 |
| Finalista | 3.   | 1971         | Wimbledon        | Dennis Ralston   | Roy Emerson Rod Laver            | 4−6, 9−7, 6−8, 6−4, 6−4  |
| Guanyador | 2.   | 1977 (gener) | Open d'Austràlia | Tony Roche       | Charlie Pasarell Erik Van Dillen | 6−4, 6−4                 |

## Carrera esportiva

Arthur Ashe rebut pel president dels Estats Units Ronald Reagan.

De xiquet, Ashe era xicotet i no gaire ben coordinat, encara que després ja en la seua adolescència es convertí en un molt bon jugador de tennis (guanyant el títol de l'estat) i de futbol americà (ajudant al seu equip a guanyar el títol de la ciutat).
Va començar a cridar l'atenció dels seus seguidors al rebre una beca de tennis en la UCLA en 1963. Havia estat el deixeble de Walter Johnson, exentrenador d'Althea Gibson. Eixe mateix any va esdevenir el primer jugador afroamericà a formar part d'un equip estatunidenc de Copa Davis. En 1965 es convertí en el campió individual del campionat de la NCAA estatunidenca i ajudà a la UCLA a guanyar el títol d'equip d'eixe mateix any.
Després del seu reeixit pas per les universitats es va bolcar pel professionalisme en 1969. Eixe any era considerat el millor tennista estatunidenc, després d'haver assolit imposar-se en el US Open de 1968 i haver dut als Estats Units a consagrar-se campió de Copa Davis eixe mateix any.
Coneixent que els tennistes d'eixe llavors no rebien els diners adequats per guanyar pel que fa al creixement de popularitat de l'esport, Ashe fou una de les claus per a formar l'Associació de Tennistes Professionals (ATP). En 1969 li fou denegada un visat de part del govern sud-africà, el que li impedí jugar en el torneig d'eixe país. Aquest fet, Ashe ho usà per a cridar l'atenció sobre les polítiques de l'apartheid. En els mitjans, advocà per l'expulsió de Sud-àfrica del circuit professional.
En 1970 aconseguí el seu segon títol de Grand Slam en guanyar l'Obert d'Austràlia al vèncer en la final a l'australià Dick Crealy. Un any després arribaria a la final del mateix torneig però sucumbiria davant Ken Rosewall. Després de diversos anys de no gaire bons resultats, en 1975, Ashe juga la seua millor temporada, aconseguint la seua primer i únic títol a Wimbledon. El seu últim assoliment important havia estat arribar a la final del US Open de 1972, en la qual perdé davant el romanès Ilie Nastase. En la final de Wimbledon derrotà inesperadament al Nº1 Jimmy Connors. Fins al moment es manté com l'únic home de raça negra a arribar als títols d'Obert d'Austràlia, Wimbledon i US Open. L'únic altre a assolir un títol de Grand Slam fou Yannick Noah en el Roland Garros. A més aconseguí dos títols de Grand Slam més en la modalitat de dobles. Ashe continuà jugant per diversos anys però, després de ser operat del cor en 1979, va anunciar el seu retir en 1980. En un llibre publicat pel gran tennista Jack Kramer en 1979, Ashe apareix en la seua llista dels 21 jugadors més grans de la història del tennis.
Després del seu retir, Ashe realitzà moltes tasques entre les quals es troben escriure per a la revista Time, comentar per a la cadena ABC Sports, fundar la Lliga Nacional Junior de Tennis del seu país i fer de capità de Copa Davis. En 1983 va ser operat per segona vegada del cor i en 1985 va ser triat per a integrar el Saló Internacional de la Fama del tennis.
En 1988, Ashe descobrí que havia adquirit SIDA durant les transfusions que se li realitzaren durant la seua operació de cor. Igualment decidí no reportar-lo a la premsa fins que el 1992, després de les remors que indicaven que el diari USA Today estava per publicar una història sobre la seua condició, es va veure forçat a expressar públicament que havia contret la malaltia. En el seu últim any de vida, Arhur feu molt per a cridar l'atenció dels portadors de VIH en el món. Dos mesos previs a la seua mort creà l'Arthur Ashe Institute for Urban Health, per a ajudar en la prevenció de tractaments inadequats de salut i fou nomenat "Esportista de l'any" per la revista Sports Illustrated. Menys d'una setmana prèvia a la seua mort acabà les seues memòries, que foren publicades sota el títol "Days of Grace" (Dies de gràcia).
Alguna vegada va dir: "Sé que mai m'haguera perdonat si haguera triat viure sense un propòsit humà, sense tractar d'ajudar els pobres i desafortunats, sense reconèixer que potser, la gaubança pura de la vida ve al tractar d'ajudar a uns altres".
A causa de complicacions per la seua malaltia, va morir el 6 de febrer de 1993.

## La seua lluita

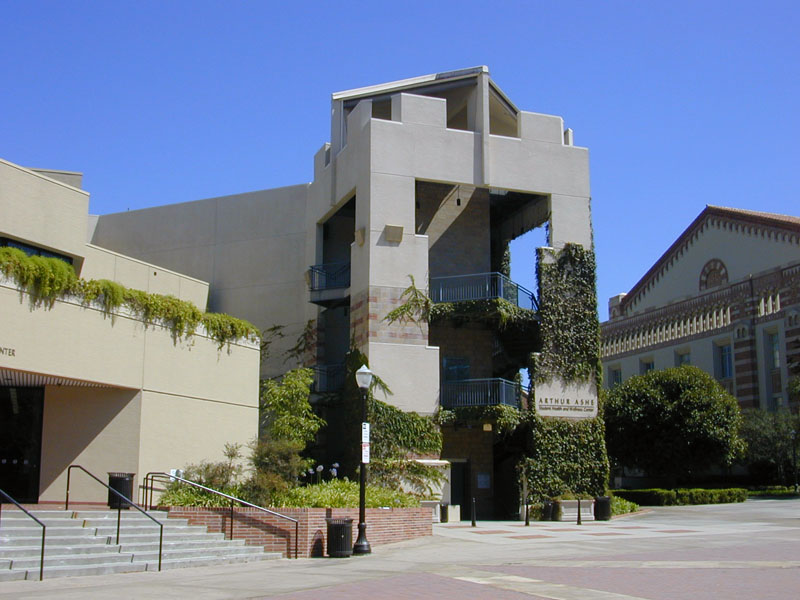
Arthur Ashe Health Center.

Arthur va lluitar en la seua vida contra les polítiques de l'apartheid a Sud-àfrica, molt abans fins i tot que aquesta pràctica es tornara una "'moda'". No obstant això, no li agradava ser un símbol i mai va voler convertir-se en una veu dels negres radicals. Alguna vegada digué que suportà el VIH es posava pàl·lid davant el dolor que causa créixer sent negre a l'Amèrica del Nord.
En 1985 fou arrestat per les seues protestes contra l'apartheid. El setembre del 1992 tornaria a ser arrestat, aquesta vegada per les seues protestes contra la política dels EUA cap als immigrants haitians. Eixa nit digué: "Marxar en una protesta és un dels grans moments que un pot tenir en la seua vida, m'alliberà un torrent d'endorfines".
Es convertí en un lluitador en la causa de la SIDA, a pesar de la seua reticència inicial, i començà una recol·lecció d'US$5 milions en una campanya per a ajuntar fons per a la lluita contra la malaltia i qüestionà les polítiques del govern per la falta de fons per a investigació. En les seues memòries diria: "Parlar davant audiències sobre la SIDA s'ha convertit d'alguna manera en la funció més important de la meua vida". ('Sports Illustrated, 1992)
Alguna vegada rebé una carta d'un fan que deia: Per què Déu ha de seleccionar-te per a tan lletja malaltia?. Ashe respongué: En el món 50.000.000 de xics comencen a jugar al tennis, 5.000.000 aprenen a jugar-lo, 500.000 aprenen tennis professional, 50.000 entren al circuit, 5.000 arriben a jugar un Gran eslam, 50 arriben a Wimbledon, 4 a les semifinals, 2 a la final. Quan estava alçant la copa mai li vaig preguntar a Déu: Per què a mi. I avui amb la meua malaltia, no hauria de preguntar-li: Per què a mi?. També digué: "No vull ser recordat pels meus assoliments tenístics, això no és cap contribució per a la societat. Això fou purament egoista; això fou per a mi".

## Honors

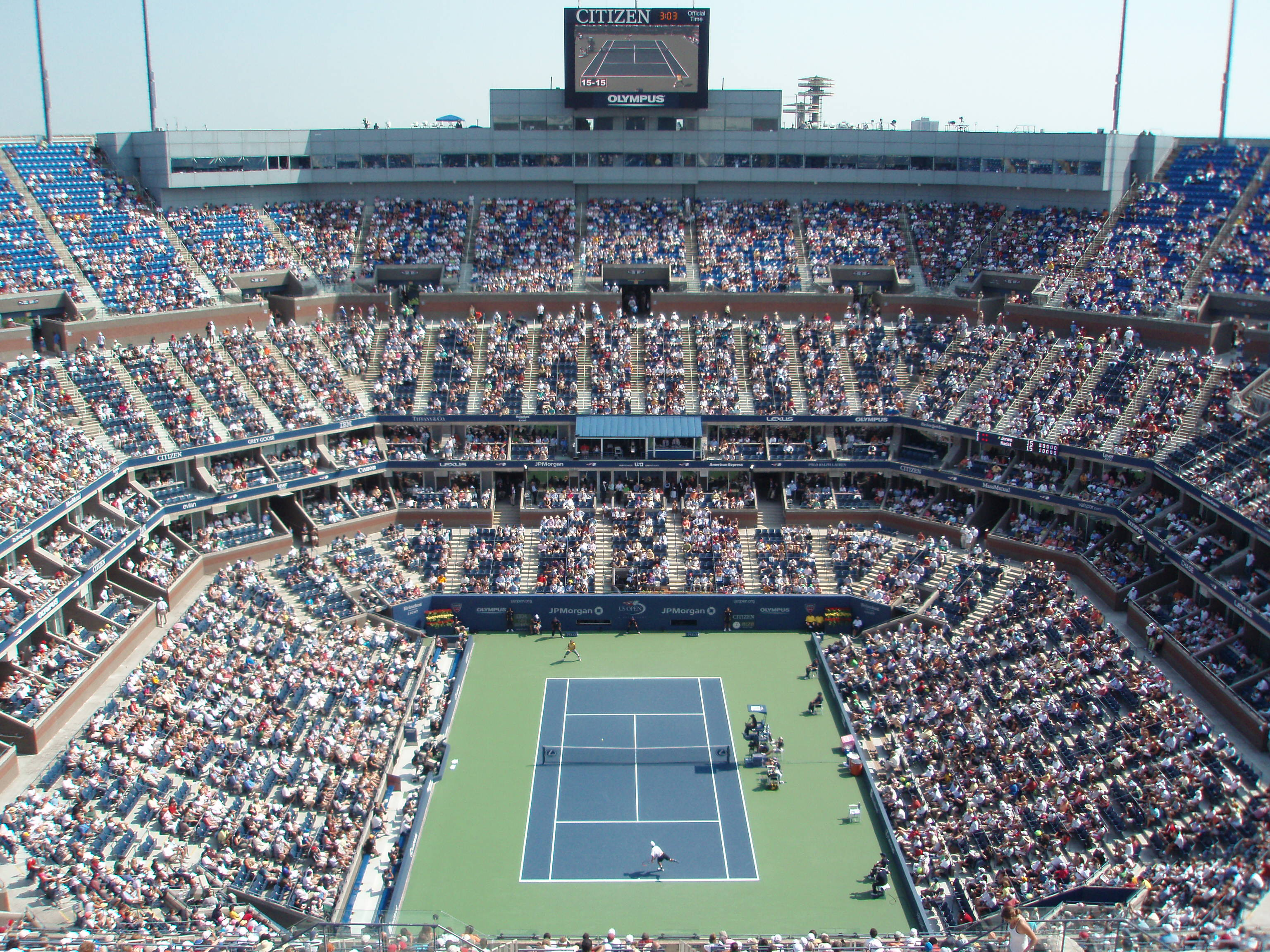
Vista de l'Arthur Ashe Stadium durant el US Open 2007.

Ashe fou inclòs en l'International Tennis Hall of Fame l'any 1985. També fou homenatjat de forma pòstuma amb la medalla Medalla Presidencial de la Llibertat per part del President dels Estats Units Bill Clinton.
Diversos pistes i centres tennístics dels Estats Units porten el nom d'Arthur Ashe en el seu honor pels seus triomfs en el món del tennis, per la integració de les persones de raça negra i per les seves contribucions en la conscienciació del SIDA. Entre aquests centre destaca la pista central del USTA National Tennis Center de Flushing Meadows Park, seu de l'Open dels Estats Units de tennis (Arthur Ashe Stadium). En aquest torneig també se celebra l'Arthur Ashe Kids' Day, esdeveniment que se celebra un dia abans de l'inici del torneig amb activitats infantils. També hi ha un recinte esportiu a Richmond (Virgínia) amb capacitat de 6000 seients. La ciutat de Richmond també el va homenatjar amb una estàtua de la seva figura a Monument Avenue.

## Trajectòria

### Individual
| Torneig | 1959 | 1960 | 1961 | 1962 | 1963 | 1964 | 1965 | 1966 | 1967 | 1968 | 1969 | 1970 | 1971 | 1972 | 1973 | 1974 | 1975 | 1976 | 1977 | 1977 | 1978 | 1979 | Títols | V − D   |
| --- | ---- | ---- | ---- | ---- | ---- | ---- | ---- | ---- | ---- | ---- | ---- | ---- | ---- | ---- | ---- | ---- | ---- | ---- | ---- | ---- | ---- | ---- | ------ | ------- |
| Open d'Austràlia | A    | A    | A    | A    | A    | A    | A    | F    | F    | A    | A    | G    | F    | A    | A    | A    | A    | A    | QF   | A    | SF   | A    | 1 / 6  | 26 – 5  |
| Roland Garros | A    | A    | A    | A    | A    | A    | A    | A    | A    | A    | 4R   | QF   | QF   | A    | 4R   | 4R   | A    | 4R   | A    | A    | 4R   | 3R   | 0 / 8  | 25 – 8  |
| Wimbledon | A    | A    | A    | A    | 3R   | 4R   | 4R   | A    | A    | SF   | SF   | 4R   | 3R   | A    | A    | 3R   | G    | 4R   | A    | A    | 1R   | 1R   | 1 / 12 | 35 – 11 |
| US Open | 1R   | 2R   | 2R   | 2R   | 3R   | 4R   | SF   | 3R   | A    | G    | SF   | QF   | SF   | F    | 3R   | QF   | 4R   | 2R   | A    | A    | 4R   | A    | 1 / 18 | 53 – 17 |
| Llegenda: G: Guanyador; F: Finalista; SF: Semifinalista; QF: Quarts de final; Q: Qualificació; A: Absent; RR: Round Robin; |      |      |      |      |      |      |      |      |      |      |      |      |      |      |      |      |      |      |      |      |      |      |        |         |